# فالنتين ججوكاج
فالنتين ججوكاج (بالألبانية: Valentin Gjokaj‏) هو لاعب كرة قدم ألباني في مركز الدفاع، ولد في 23 أغسطس 1993 في لوسرن في سويسرا. شارك مع منتخب ألبانيا تحت 21 سنة لكرة القدم. أما مع النوادي، فقد لعب مع ديربي كاونتي ونادي بارنت ونادي غيتزهد ونادي كارلايل يونايتد ونادي لوزيرن.

## وصلات خارجية
- فالنتين ججوكاج على موقع قاعدة بيانات كرة القدم.إي يو (الإنجليزية)
- فالنتين ججوكاج على موقع Soccerbase.com (لاعب) (الإنجليزية)
- فالنتين ججوكاج على موقع Soccerway.com (الإنجليزية)
- فالنتين ججوكاج على موقع عالم كرة القدم.نت (الإنجليزية)
- فالنتين ججوكاج على موقع GSA (الإنجليزية)